# Su Tong
Œuvres principales
Épouses et concubines
Compléments
La berge  (roman) 2012  Gallimard
Su Tong (chinois simplifié 苏童, chinois traditionnel 蘇童, pinyin Sū Tóng, né en 1963) est le nom d'auteur d'un écrivain chinois né à Suzhou et vivant à Nankin. Sa véritable identité est Tong Zhonggui (童中贵).
Su Tong fait partie du mouvement néoréaliste de la littérature chinoise contemporaine. Au sein de ce mouvement, il est le représentant du « nouveau roman historique ». Su Tong a en effet une prédilection pour les histoires se déroulant dans le passé.
Il est surtout connu pour son livre Épouses et concubines, en raison de son adaptation au cinéma par Zhang Yimou.
En 2009, Su Tong a reçu le Man Asian Literary Prize pour The Boat to Redemption.

## Traductions en français
- Épouses et concubines, trad. Annie Au Yeung et Françoise Lemoine, Flammarion, 1992,  (ISBN 978-2080667182) (rééd. LGF "Le Livre de poche", 1997,  (ISBN 978-2253932796))
- Visages fardés- Récits, trad. Denis Bénéjam, Picquier, 1995,  (ISBN 978-2877302319)
- La maison des pavots- Bilingue, trad. et préface Pierre Brière, Librairie You Feng 1996,  (ISBN 2-84279-000-6)
- Riz (en), trad. Noël Dutrait, Flammarion, 1998,  (ISBN 978-2080673008) (rééd. L'Aube, 2004)
- Fantômes de papiers - Nouvelles, trad. Agnès Auger, Desclée de Brouwer, 1999,  (ISBN 978-2220040585)
- Je suis l'empereur de Chine, trad. Claude Payen, Picquier, 2005,  (ISBN 978-2877307901)
- Le Mythe de Meng, trad. Marie Laureillard, Flammarion, 2009,  (ISBN 978-2081202627)
- À bicyclette, recueil de nouvelles, trad. Anne-Laure Fournier, Picquier, 2011,  (ISBN 978-2809702514)
- Un ami sur la route, nouvelle, trad. Philippe Che, dans Impressions d'Extrême-Orient, no  1, 2010 [lire en ligne]
- Le génie des eaux, nouvelle, trad. Brigitte Duzan, dans Jentayu, no  3, 2016  (ISBN 978-2954989259)
- Le Dit du Loriot, roman, trad. François Sastourné, Le Seuil, coll. « Cadre vert », 2016  (ISBN 9782-021286434)
- Voler jusqu'à mon village natal des Noyers, nouvelle, trad. He Wen, dans Impressions d'Extrême-Orient, no  7, 2017 [lire en ligne]

## Traductions en anglais
- Raise the red lantern: Three novellas: Raise...1934 Escapes...Opium family (comprend une traduction anglaise de Épouses et concubines avec Nineteen Thirty-four Escapes (en) et Opium Family (en)), William Morrow & Company (en) 1993[3]
- Riz[4]
- Madwoman on the bridge: Short stories, trad. Josh Stenberg, Black Swan, 2008
- Petulia's Rouge Tin (en)

## Prix, récompenses et distinctions
- 2015 : prix Mao Dun de littérature pour Yellowbird Story
- 2017 : sélection finale du prix Émile Guimet pour Le Dit du Loriot[5]